# Kováts István (fotóművész)
Kováts István (Marosújvár, 1881. április 10. – Székelyudvarhely, 1942. augusztus 18.) erdélyi magyar fotóművész.

## Életútja

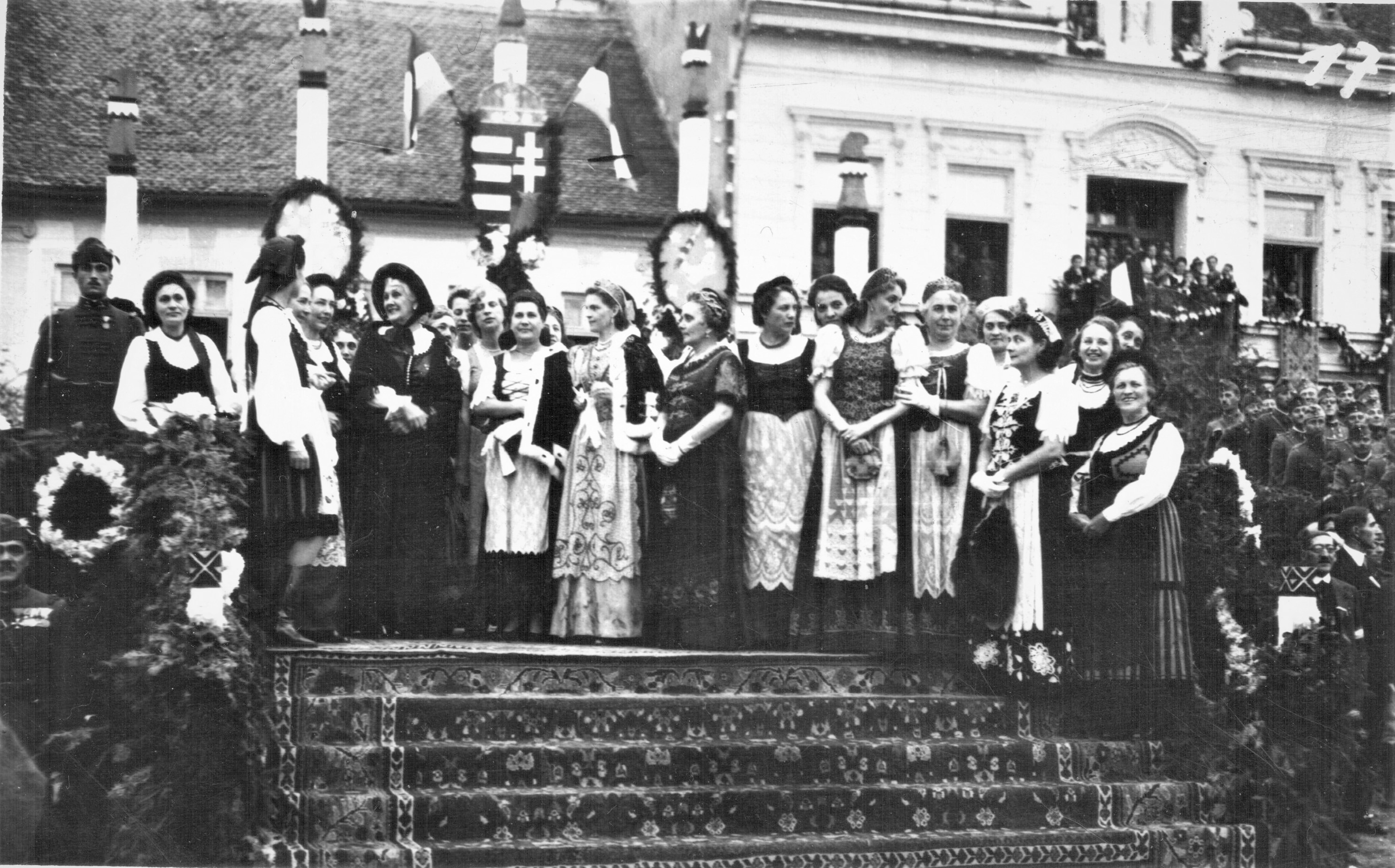
A magyar hadsereg fogadása Székelykeresztúron (1940)

Nagyenyeden a négy polgári iskolai osztály elvégzése után fényképész pályára lépett; 1903-tól önálló, 1906-tól Székelyudvarhelyen működött. Az 1920-as évektől kezdve Haáz Ferenc Rezső etnográfus rajztanárral együtt bejárta a Székelyföldet, s falvakat, viseleteket, hagyományokat örökített meg. Fenyéden, Máréfalván, Lövétén, Muzsnán, Erdőfülén, Zetelakán, Bögözben készített felvételeit a néprajztudomány is számon tartja. Ugyanilyen művelődés- és tudománytörténeti forrásértékű a kisvárosi társas élet (Iparos Egylet, Dalegylet) mozzanatainak rögzítése. Országos fotó-kiállításokon az 1930-as években három aranyérmet szerzett; hagyatéka 40 000 fénykép-üveglemez és film-negatív. Gyűjteményében található számos fénykép a Székelyudvarhelyen megfordult írókról (Tamási Áron, Nyírő József, Móricz Zsigmond, Benedek Elek, Szemlér Ferenc, Áprily Lajos) s az ott élt Tompa Lászlóról és Tomcsa Sándorról.
Fotói megtalálhatók Ortutay Gyula a Magyar népművészet (Budapest, 1941) című kötetében, a Székelyföld írásban és képben (Budapest, 1941) című kötetben, a Székelyudvarhely – a székely anyaváros című albumban (Székelyudvarhely 1942). A "Fotó a népművészethez" című székelyudvarhelyi kiállításon (1983) külön múzeumi teremben 40 képét állították ki.